# Chaetolonchaea
Chaetolonchaea es un género de insectos, una  especie de mosca, diptera, es un género de la subfamilia lonchaeinae, una lonchaeidae.

## Características
Posee un cuerpo de color negro brillante, con una longitud de entre 4,0 y 5,0 mm, una longitud del ala entre 4,2 y 4,9 mm y pelos en los ojos con una frente cubierta por sétulas cortas y dispersas.
Hay una especie que sólo se encuentra en cebollinos chinos, lo que provoca graves pérdidas en algunas partes de China. La larva perfora la raíz subterránea y el bulbo de los cebollinos y provoca amarillamiento, crecimiento deficiente de la planta e incluso la muerte total de la misma.

## Etimología
Esta especie recibe su nombre de la planta que la hospeda, el cebollino allium tuberosum.Fue descrita por primera vez por Czerny  en 1934.